# GameRankings
GameRankings war eine Website, die Bewertungen von Computerspielen auf Basis von Online- und Offline-Quellen sammelte, um daraus einen Score zu bilden, eine Zahl, die aus den Bewertungen anderer Magazine berechnet wurde. Es flossen dabei nicht alle Wertungen ein, die auf der Website von GameRankings verlinkt waren, sondern nur die von Quellen, die von den Herausgebern als zuverlässig und bedeutend erachtet wurden.
Der Index umfasste über 240.000 Bewertungen zu über 14.500 Videospielen. Der Titel mit der höchsten Wertung bei mindestens 20 Bewertungen war das für Nintendo Wii erschienene Super Mario Galaxy mit einem Durchschnitt von 97,64 % bei 78 Reviews.
GameRankings gehörte ab dem Jahr 2008 zu CBS Interactive. Im Dezember 2019 stellte die Website den Betrieb ein, verwies auf die Konkurrenzwebsite Metacritic und kündigte an, dass die GameRankings-Mitarbeiter zukünftig für Metacritic arbeiten würden.